# Сільвестр (Медведєв)

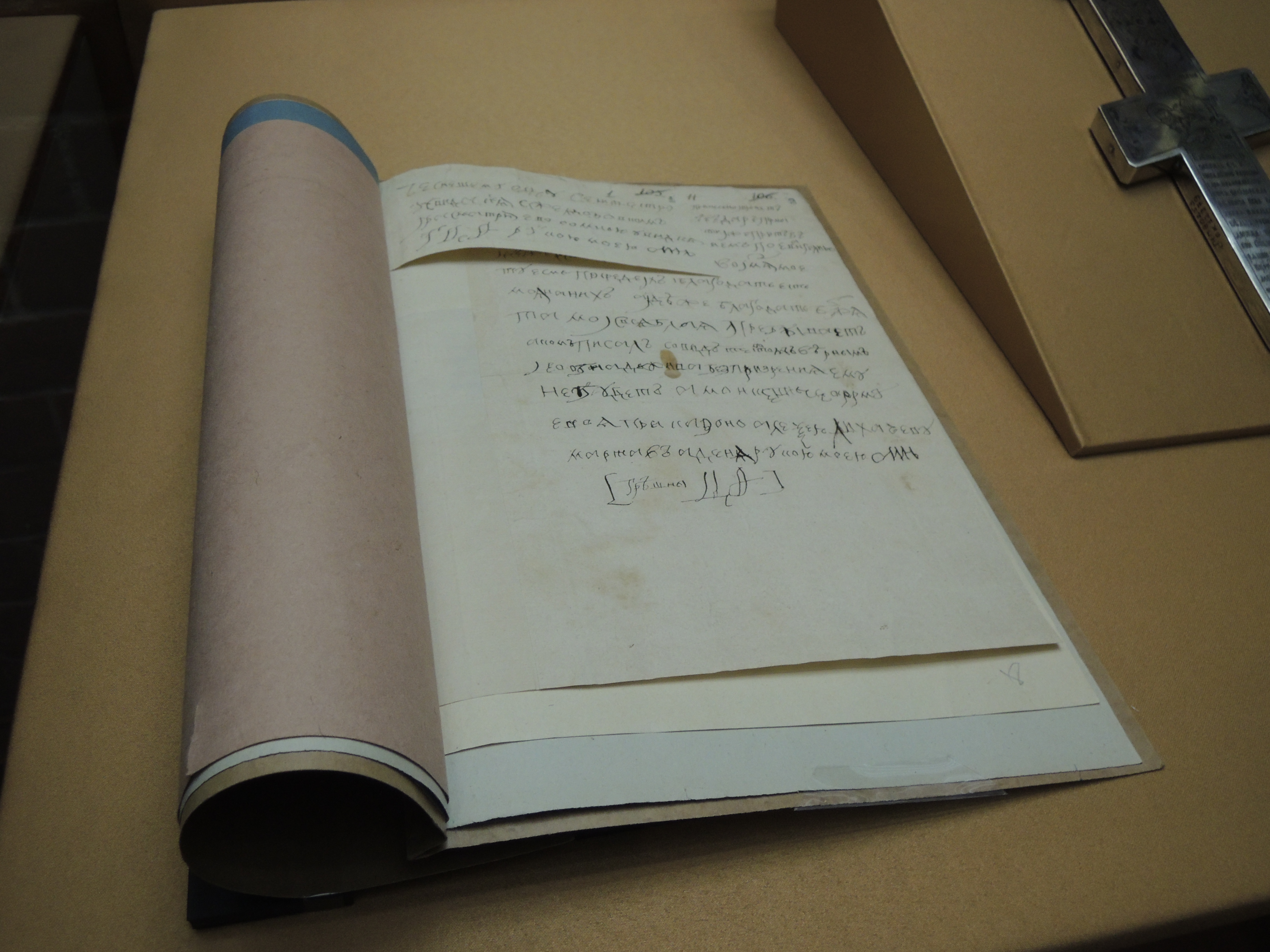
Автограф у листі царя Федора Олексійовича 1 (11) березня 1682 до чернеця Сільвестру Медведєву про майбутнє весілля з Марфою Апраксіною. РДАДА

Сільвестр (у світі — Симеон Агафонович Медведєв ; 27 січня (6 лютого) 1641, Курськ, Російське царство — 11 (21) лютого 1691, Сергієв Посад
, Російське царство) — російський книгоохоронець і довідник Московського друкованого двору, духовний письменник, придворний поет, історіограф, філософ, автор нереалізованого проекту затвердження університету в Москві до регентства Софії Олексіївни. Учень Симеона Полоцького. Перший російський бібліограф.
Брав участь у релігійних суперечках 1680-х на боці «латинської» партії та в політичній боротьбі за успадкування московського престолу після смерті Федора Олексійовича, підтримуючи прихильників царівни Софії.

## Біографія
Народився і до 17 років жив у Курську.
У 1658 році переїхав до Москви, вступив на службу до Наказу таємних справ.
У 1665 році вступив у нововідкриту в Спаському, що за Іконним рядом, монастирем школу Симеона Полоцького, де пробув 3 роки, вивчав латинську та польську мови, риторику та поїтику, познайомився з історією, богослов'ям, філософією і став ревним учнем і послідовником Симеона.
У 1668 супроводжував боярина А. Л. Ордина-Нащокіна в Курляндію, а потім в Андрусово при укладанні перемир'я.
У 1672 році, після того, як Ордин-Нащокін потрапив в опалу, ховався в Путивлі, де в 1674 році в Молченському монастирі прийняв чернецтво з ім'ям «Сільвестр»; підвизався в Богородицькому (нині Знам'янському) монастирі Курська.
У 1677 повернувся до Москви і в присутності Симеона Полоцького був прийнятий новим царем Федором Олексійовичем і після тривалої розмови з ним отримав прощення; був призначений довідником та книгоохоронцем на Московський Друкарський двір; брав велику участь у виправленні церковних книг. Разом із Полоцьким створив друкарню у Кремлі — так звану «Верхню», тобто палацову друкарню.

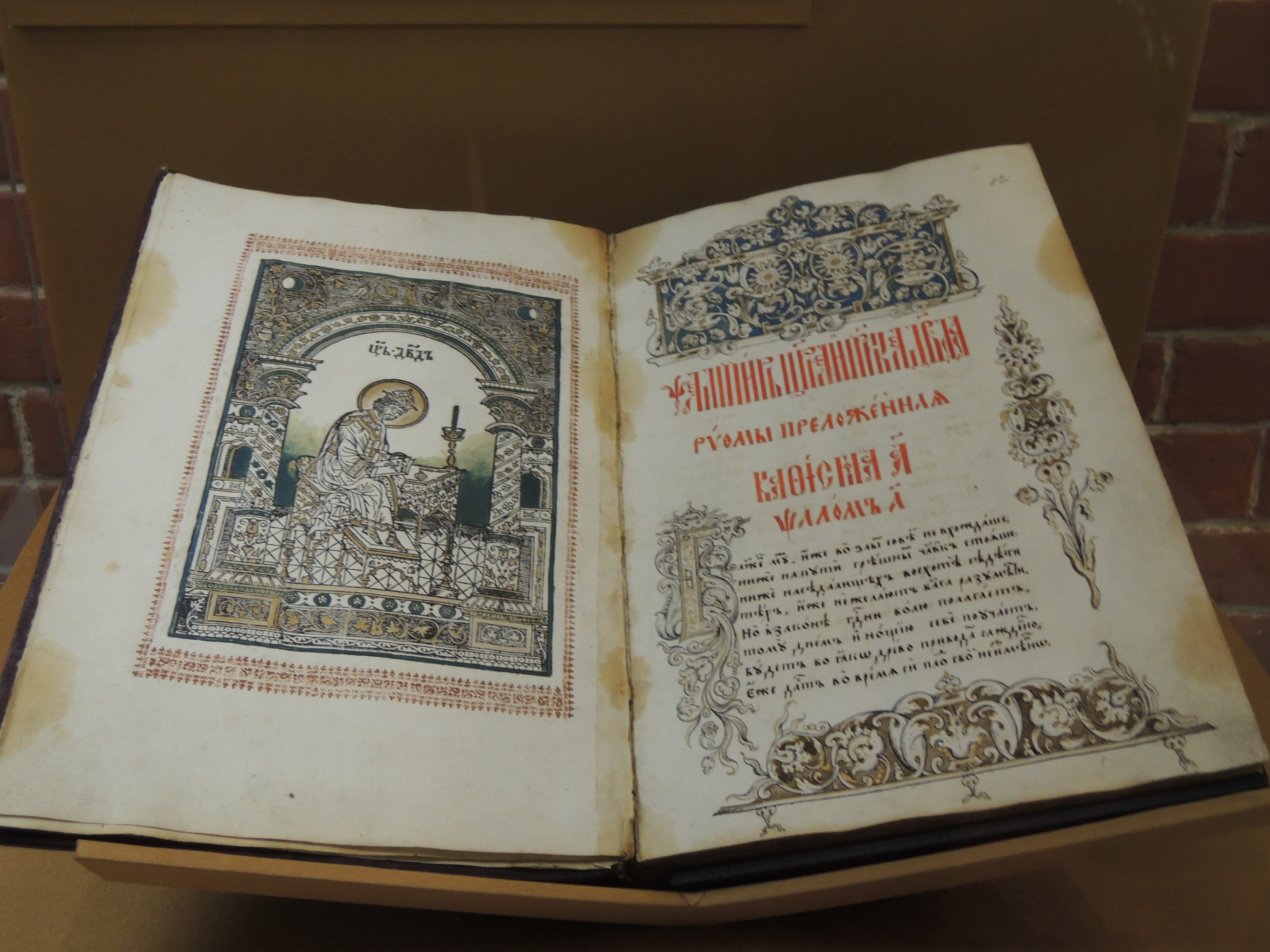
Симеон Полоцький. Псалтир. Підносний екземпляр. Після 1680 року. Гравюра — цар Давид. Автограф Сильвестра Медведєва

Після смерті Полоцького в 1680 році став головою партії малоросійських (українських) учених у Москві, представником якої був його вчитель. За завітом Полоцького Сільвестр мав стати придворним учителем для Петра I, проте Московський патріарх Іоаким, побоюючись західного впливу, наполягав на інших вчителях для Петра. Сільвестр був призначений «будівельником» (настоятелем) Спаського, що за Іконним рядом, монастиря . Посада будівельника, на думку Г. Прозоровського "за своїм значенням дорівнювала посаді ігумена або архімандрита того чи іншого монастиря: будівельник — той же настоятель відомого монастиря, на обов'язки якого було «брати і слуг і селян знати, про всякі монастирські справи дбати непогано — в монастирі церкву Божу та монастир, і на монастирі келії і всяку церковну та монастирську будову будувати, і пораду з братами одностайно і безтурботно мати». Таким чином, чи був Медведєв зведений у сан ігумена чи архімандрита документальних свідоцтв немає, але, враховуючи його посадовий статус і статус обителі, швидше за все, що так.
Коли в 1681 році до Москви прибув поляк Ян Білободський, Медведєву доручено було викрити Білободського в єресі: він склав за дорученням Патріарха Іоакима відповідь на Wyznanie Wiary Білободського.
За указом Федора Олексійовича від 15 (25) січня 1682 року у Спаському монастирі було збудовано 2 келії для школи Медведєва, яка, як і школа Полоцького, відрізнялася латинським напрямком: у ній навчалися «латинській мові»; проіснувала до 1686 року. Сільвестр мав плани перетворити свою школу в академію і в 1685 представив Царівні Софії на затвердження «Привілей на Академію»; але з появою братів Ліхудів, яке означало перемогу «грекофільської» лінії, підтримуваної Патріархом Йоакімом, та відкриттям ними своєї школи (Слов'яно-греко-латинської академії), інші школи в Москві припинили своє існування.
Як придворний поет, написав «Привітання шлюбне» з нагоди одруження царя Федора Олексійовича і «плач» про його смерть, надгробну епітафію свого вчителя, вирізьблену на гробниці Полоцького тощо.
Сільвестру дуже хотілося бути начальником нової Академії. Але патріарх Йоаким, котрий не терпів Симеона, недолюблював і його учня. Патріарх уже відправив Прокопія Возніцина до Туреччини шукати просвітителів російського юнацтва між греками, більш, на його думку, надійнішими, ніж були малоруси та їхні вихованці.
У Константинополі в 1683 році патріарх Діонісій вказав російському посланцю на двох вчених греків, братів, які були, на переконання патріарха, здатні покласти основу шкільної просвіти в Московській державі, брати називалися Ліхудами. Вони й почали будувати велику будівлю для Академії у Заїконо-Спаському монастирі.
Медведєв написав книгу під назвою «Манна»; у ній доводилось, що в таїнстві Євхаристії хліб і вино перетворюються в тіло і кров у момент виголошення священником слів Христа: «Приимите и ядите…» Ліхуди відповідали на цей твір відкиданням, яке називається «Акось, або лікування, протиполагаемое ядовитим угризенням змієвим». У цьому творі, написаному з великою вченістю, Лихуди доводили, що, за ученням православної церкви, одного винесення Христових слів недостатньо для такого великого дії, і св. Дари докладаються в момент наступного после закликання Св. Духа і виголошенням слів: «Преложи я Духом Твоим Святым». Після цих двох подій відкрилася жахлива полеміка з приводу вищеозначеного питання. Медведєв і його прибічники пустили в хід твори київського ігумена Феодосія Сафоновича: «Виклад церкви святої», і від себе написали «Тетрадь на Йоаникія і Софронія Ліхудів», а монах Євфимій, колишній учень Славинецького, що пристав до Ліхудів, розразився проти Медведєва ругательным сочинением під назвою «Неистовное Бреханіе». Потім Ліхуди написали «Мечец Духовний», слова, в якому виклали у формі діалогів свою суперечку, що відбулася у Львові з єзуїтом Руткою, про всі відмінності між православною та римсько-католицькою церквами. Думки про час пресуществленія з монаших келій перейшли в мирські будинки і навіть на вулицю. Люди, що мало розуміли суть богословських тонкостей, захопились цим питанням; торговці, ремісники і навіть жінки почали суперечки про час пресуществления. Церкви загрожував новий розкол. Патріарх Іоаким прийняв сторону Ліхудів.
Потрібно було змусити малоросійське духовенство заявити зі свого боку голос на користь Ліхудів. Йоаким поставився з цим до київського митрополита Гедеона і до Лазаря Барановича. Малоросійські архієреї були цим питанням поставлені у вельми незручне становище: у київській колегії давно вже вчили про переіснування по-католицьки так, як писав Медведєв; в «Ліфосі» Петра Могили та в «Жезлі правління» Симеона Полоцького викладено те саме вчення. Гедеон і Лазар спочатку ухилялися від прямої відповіді, але патріарх пригрозив їм собором та вироком чотирьох інших вселенських патріархів. Тоді обидва архіпастиря дали відповідь у сенсі вчення, яке проповідали Ліхуди.
Становище Сільвестра стало хитким: його було усунено з посади довідника на друкованому дворі; пущено було поголос, що він хотів убити патріарха; у свій час його келія охоронялася стрільцями на випадок нападу патріарших людей.

## Участь у стрілецькому бунті та опала
Після приходу до фактичної влади царівни Софії в 1682 брав участь у підробці рішення про передачу їй влади за малолітніх царів Івана і Петра. Після усунення Софії від влади у серпні-вересні 1689 р. опинився в числі головних ворогів нового режиму. Замішаний у змові Шакловітого Сильвестр утік із Москви, але був схоплений у Дорогобужі і відправлений до Троїце-Сергієвого монастиря, де проводилося слідство про змову Шакловитого.
На очній ставці із Сапоговим (одним із спільників Шакловитого) Медведєв замкнувся. Його розстригли та катували, дали 15 ударів; він не зізнався у причетності до змови. Медведєв каявся, що казав стрільцям: «Не бійтеся! Хоча царя Петра боці і пощастить, і багато буде днів на десять, бо знову буде рука сильна боку царівни». Це казав йому Шакловитий, чуючи від одного юродивого. Медведєв каявся, що говорив про патріарха: «Вчився мало і мов богословських не знає»; ще Сільвестр каявся, що під портретом царівни підписував повний титул «вседержавної самодержиці», сім чеснот і вірші.
У 1689 році з ініціативи патріарха Іоакима Сільвестр був позбавлений чернечого звання. Розстриженого, який називався тепер уже Сенькою, Медведєва віддали в руки духовному начальству, яке приставило до нього двох сповіщувачів, новоспаського архімандрита Ігнатія та Софронія Ліхуда; Сенька приніс покаяння на церковному соборі в 1689 році в похилій єресі — часі переповнення, оголосив свою книгу «Манну» обманною. Церковний собор визначив спалити «Манну» всенародно. Собор пробачив Медвєдєва, але не допустив Медвєдєва до причастя після його покаяння, а наклав покуту: визначив час для того, щоб перевірити, наскільки щире його покаяння і заслав його в монастир під початком.
Патріарх Іоаким, засудивши Медведєва та київське вчення про переіснування, наказав скласти від свого імені книгу під назвою «Остен». Книга ця написана Євфимієм. У ній викладена вся історія спору. На додаток до неї Патріарх Єрусалимський Досифей надіслав зібрання свідчень, що доводять справедливість вчення Ліхудів. Київська партія зазнала жорстокої поразки. Московський собор визнав неправославними як твори Медведєва, а й писання Симеона Полоцького, Галятовського, Радивиловського, Барановича, Транквілліона, Петра Могили та інших. Про Требник Петра Могили сказано, що ця книга сповнена латинського зловтішного вчення і взагалі про всі твори малоросійських учених помічено, «що їхні книги новотворені і самі з собою не узгоджуються, і хоча багато хто з них названий солодкими іменами, але всі, навіть кращі, укладають у собі душе-тлітельну отруту латинського зломудрості і нововведення». У Москві утвердилася думка, що вчені, що приходять з Малоросії і Білорусі, заражені латинською єрессю, що, подорожуючи за кордоном і довершуючи там свою освіту, вони засвоюють іноземні поняття та звичаї, що не слід слухати їх і їздити до них вчитися.
Після довгого приховування був схоплений один із головних спільників Шакловитого, Стрижов, який показав на Медведєва, що той мав зв'язок з якимсь поляком Силіним, який займався чарівництвом і викликаний до Москви лікувати очі цареві Івану Олексійовичу. Силін довго жив у Медведєва, і той казав йому, що Софія хоче вийти заміж за Голіцина, а Медведєва звести на патріаршество замість Йоакима.
Медведєв більше року утримувався під вартою в Трійці-Сергієвій Лаврі, де піддавався страшним тортурам та катуванням.
11 (21) лютого 1691 Медведєв був страчений відсіканням голови.

## Участь у богословських суперечках; твори
У 1680-х роках у Москві виникла богословська суперечка про час переіснування (прикладання) святих Дарів . У більш широкому сенсі, суперечка також стосувалася питання про те, чи ґрунтується віра на Переданні (православна церква) або на ratio («латинство»). Суперечка прийняла особливу гостроту після приїзду до Москви Ліхудів.
Сильвестр слідом за Полоцьким захищав поширену тоді в Малоросії латинську думку про те, що переіснування святих Дарів буває при проголошенні тайноздійснювачем так званих «таємноустановлювальних слів» Ісуса Христа: «прийміть, їдьте» і «пийте від неї всі»; супротивники Сильвестра, Ліхуди та інок Євфимій, на боці яких стояв і Патріарх Іоаким, стверджували, що Дари перетворюються лише за молитвою до Бога Отця про послання Святого Духа силою заслуг Ісуса Христа, тобто під час епіклези.
Сільвестр написав Книгу глаголєму хліб тваринний, на яку Євфимій відповів твором: «Від святих отець на захист східної Церкви зошита». У відповідь на цей твір Сільвестр у 1687 написав — як він говорить, за указом цариці Софії Олексіївни, — «Книгу про манну хліба тваринного», в якій колишній спокійний тон мови перетворився на дратівливий, полемічний; потім він написав «праведну відповідь» на «зошити» Ліхудів і також проти Ліхудів спростування: «Известие істинне православним і свідчення світле про новоправлення книжкове і про інше» (1688), важливе для історії виправлення книг за Никона.
Сільвестр — автор першої історичної (відмінної від літопису) книги в Москві — Споглядання коротке років 7190, 91 і 92, в них же що трапляється в громадянстві про події стрілецького бунту 1682.

## Видані твори
- Оглавление книг, кто их сложил / составил Сильвестр Медведев, издал В. Ундольский. — М., 1846. — 91 с.
- Известие истинное православным и показание светлое о новонаправлении книжном и о прочем / Сильвестр Медведев; предисл. Сергей Белокуров. — М. : О-во истории и древностей российских, 1886. — 87 с.
- Созерцание краткое лет 7190, 91 и 92 в них же что содеяся во гражданстве/ Сильвестр Медведев; предисл. Александр Прозоровский. — М., 1894. — 197 с.
  - Созерцание краткое лет 7190, 91 и 92, в них же что содеяся во гражданстве. // Россия при царевне Софье и Петре I: Записки русских людей. — М.: Современник, 1990. — С. 45—200.
- Сильвестр Медведев, отец славяно-русской библиографии. Письма Сильвестра Медведева / Сильвестр Медведев; сообщение С. Н. Браиловский. — СПб., 1901. — 65 с.